# Ciocnirile indo-pakistaneze din 2025
Pe 6 mai 2025, armata indiană a lansat un atac cu rachete asupra Pakistanului, vizând nouă locații, potrivit declarațiilor purtătorului de cuvânt al armatei pakistaneze. Acesta a adăugat că Islamabadul „va riposta la momentul și în locul pe care le va considera potrivite”.

## Istoric
Pe 22 aprilie 2025, insurgenți înarmați au desfășurat un atac prin ambuscadă în poiana din Valea Baisaran, lângă Pahalgam, situată în Kashmirul administrat de India, ucigând 26 de persoane, majoritatea turiști hinduși. Potrivit mărturiilor oferite presei indiene de către martori oculari, atacatorii ar fi întrebat potențialele victime despre identitatea lor religioasă înainte de a deschide focul, vizând în mod special persoanele non-musulmane.
Atacul a devenit unul dintre cele mai sângeroase atacuri împotriva civililor indieni din regiune de la anul 2000 încoace. Frontul Rezistenței, o ramură a grupării teroriste Lashkar-e-Taiba, desemnată de ONU și cu baza în Pakistan, și-a asumat inițial responsabilitatea pentru atac. Autoritățile indiene au susținut că acest grup acționează ca intermediar pentru organizații sprijinite de serviciile de informații militare pakistaneze.
În urma atacului, India a inițiat expulzarea diplomaților pakistanezi și retragerea propriilor diplomați, a suspendat vizele pentru cetățenii pakistanezi, a închis granițele și s-a retras din Tratatul Apelor Indusului. Pakistanul a răspuns negând acuzațiile, suspendând Acordul de la Shimla, închizând punctele de frontieră și spațiul aerian dintre cele două națiuni și impunând restricții comerciale.